# Ebastin
Ebastin ist ein Arzneistoff aus der Gruppe der Antihistaminika der zweiten Generation, der zur Linderung der Beschwerden bei allergischer Rhinitis und Nesselsucht eingesetzt wird. In Deutschland ist das Arzneimittel als Filmtablette sowie als schnell lösliche Schmelztablette erhältlich.

## Klinische Angaben

### Anwendungsgebiete
Ebastin wird zur symptomatischen Therapie von intermittierender und persistierender allergischer Rhinitis sowie chronischer Urtikaria oral verabreicht. In experimentellen Studien wurde darüber hinaus die Anwendung bei Autoimmunerkrankungen wie Alopecia areata und Reizdarmsyndrom sowie in der Krebsbehandlung untersucht.

### Art und Dauer der Anwendung
Je nach Schwere der Symptome werden täglich 10 mg bis 20 mg Ebastin oral eingenommen. Dabei kann die Einnahme unabhängig von den Mahlzeiten erfolgen.

### Unerwünschte Wirkungen
Das Auftreten von Nebenwirkungen ist ähnlich wie bei vergleichbaren Antihistaminika wie Loratadin und Cetirizin. Zu den häufigsten Nebenwirkungen zählen Kopfschmerzen (7,9 %), Schläfrigkeit (3,0 %) und Mundtrockenheit (2,1 %). Im Vergleich zu anderen Antihistaminika der zweiten Generation zeigt Ebastin ein geringeres Potential für zentralnervöse Nebenwirkungen.
Eine empfohlene therapeutische Dosis von 10 mg oder 20 mg am Tag hat beim gesunden Menschen keine klinisch bedeutsamen kardialen Auswirkungen. Bei einer gleichzeitigen Gabe von Ketoconazol oder Erythromycin konnte jedoch eine geringe Verlängerung des QT-Intervalls beobachtet werden, daher wird bei bekanntem Long-QT-Syndrom oder der Einnahme von QT-verlängernden Medikamenten zur Vorsicht geraten.

## Pharmakologische Eigenschaften
Nach oraler Einnahme wird in der Leber Ebastin fast vollständig von verschiedenen Cytochrom P450-Enzymen, darunter CYP3A4, CYP2J2 und CYP4F, zum wirksamen Metaboliten Carebastin oxidiert.
Die primäre Wirkung entfaltet Carebastin als inverser Agonist am Histamin-H1-Rezeptor durch Stabilisierung seiner inaktiven Form und damit zu einer Herabsetzung der Rezeptoraktivität unter das Grundniveau. Dies führt zu einer verringerten Wirkung des bei einer allergischen Reaktion freigesetzten Histamins und somit kommt es zur Linderung von Symptomen wie Rhinorrhoe, Ödembildung, Juckreiz oder Rötungen.
Über die Wirkung als Antihistaminikum hinaus zeigt Ebastin eine inhibierende Wirkung auf die Entstehung allergischer Entzündungsprozesse. So hemmt es die Proliferation von T-Zellen sowie die Zytokinausschüttung, insbesondere die Produktion von IL-4 und IL-5 in Typ-2-T-Helferzellen und von IL-6 und TNF-α in Makrophagen und T-Zellen, jedoch nicht merklich die Bildung von IL-2 und Interferon-γ in Typ-1-T-Helferzellen. Darüber hinaus kommt es zu einer Hemmung der T-Zell-Migration, was vermutlich durch eine verminderte Expression von CD26, CD29 und CD47 bedingt ist.

## Handelsnamen
Asirel (D), Ebastel (D), Kestine (D), Stibal (D)